# Vladan Alanović
Vladan Alanovic (ur. 3 lipca 1967 w Zadarze) – chorwacki koszykarz, olimpijczyk. Zakończył karierę w 2002 roku. Grał na pozycji rozgrywającego.

## Kariera zawodnicza
- 1986–1989: Jugoplastika Split
- 1989–1990: Vojvodina Nowy Sad
- 1990–1996: Cibona Zagrzeb
- 1996–1997: Tofas Bursa
- 1997–1998: KK Split
- 1998–1999: CB Murcia
- 1998–1999: Telekom Ankara
- 1999–2001: CSKA Moskwa
- 2001–2002: Idea Śląsk Wrocław

## Sukcesy

### Klubowe
- czterokrotny mistrz Chorwacji z Ciboną Zagrzeb w latach 1993–1996
- dwukrotny zdobywca Pucharu Chorwacji w latach 1995–1996
- mistrz Jugosławii z Jugoplastiką Split w 1989 roku
- mistrz Rosji z CSKA Moskwa w 2000 roku

### Reprezentacyjne
Alanović występował w reprezentacji Chorwacji, zdobywając:
- srebrny medalista igrzysk olimpijskich w Barcelonie w 1992 roku
- dwukrotny brązowy medalista Mistrzostw Europy w latach 1993 i 1995
- brązowy medalista Mistrzostw Świata w 1994 roku